# Datorspelsåret 2006

## Trender
- Piratkopieringen av PC-spel leder till minskad försäljning, och flera butiker fyller i stället hyllorna med konsolspel.[1]

## Händelser

### Januari
- 26 januari
  - Allmänna skolor i delstaten West Virginia meddelar att man inför spelet "Dance Dance Revolution" av Konami i kampen mot övervikt.
  - Det japanska teknikföretaget i Nintendo meddelar att försäljningen av de bärbara spelmaskinerna GameCube och Game Boy Advance minskat men vinsten ökat: 92,2 miljarder japanska Yen.
  - Det japanska teknikföretaget i Konami meddelar listan för de datorspel man planerar att släppa under 2006.

### Februari
- 1 februari - Electronic Arts, världens största speltillverkare, meddelar att man kommer att skära ner personal världen över med 5 %.
- 17 februari - Den japanska organisationen CERO, som sätter åldersgränser på datorspel i Japan, meddelar att man från mars 2006 kommer att införa nya åldersgränser.

### Mars

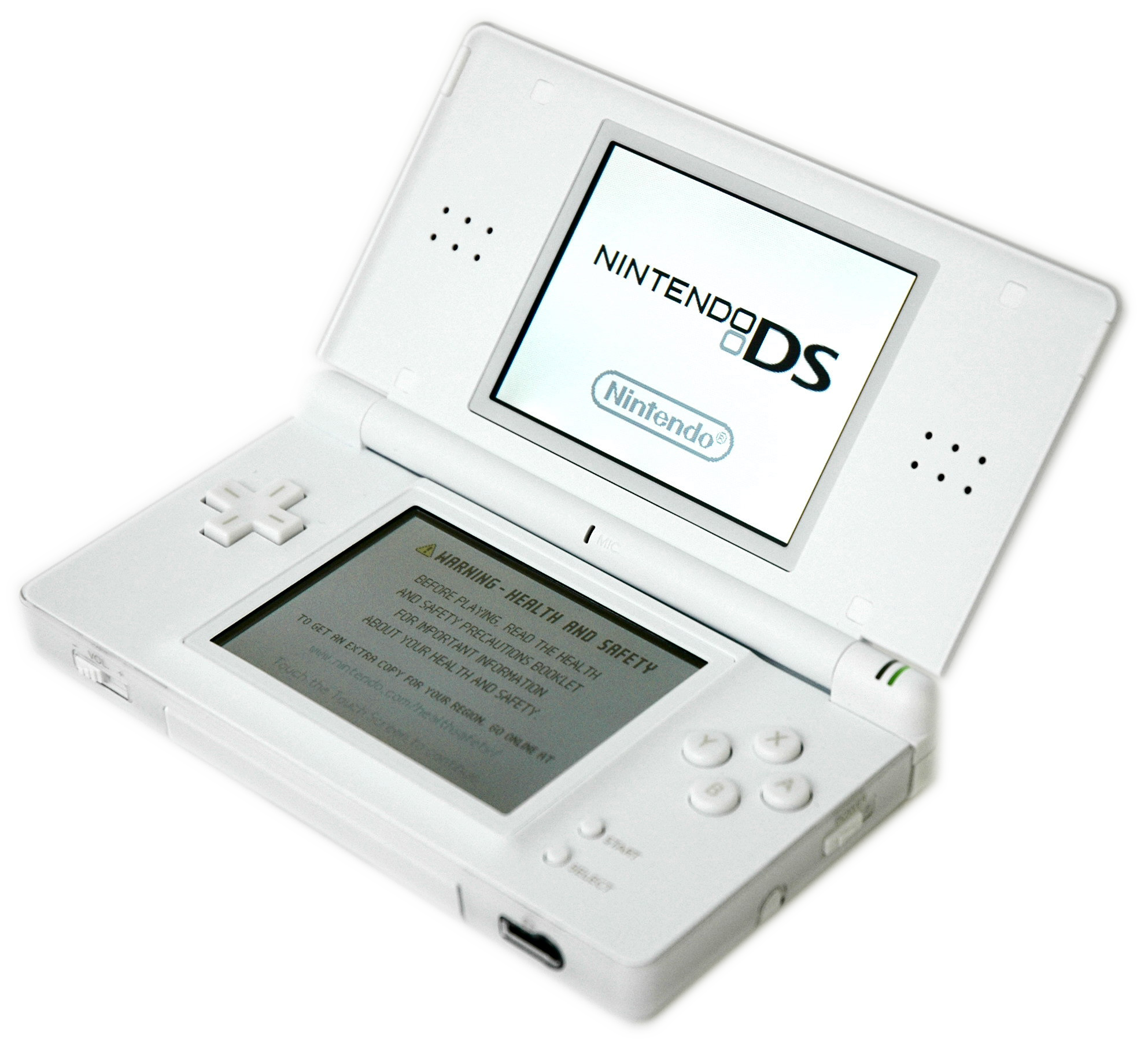
Nintendo DS Lite

- 2 mars - Nintendo lanserar den bärbara spelmaskinen "Nintendo DS Lite" i Japan. Första leveranserna säljer slut första dagen.
- 15 mars - Sony meddelar att man skall släppa spelskonsolen "Playstation 3" i november 2006, inte under andra kvartalet 2006 som tidigare var tänkt.
- 16 mars
  - PS2-spelet Final Fantasy XII släpps i Japan.
  - Microsoft Corporation lanserar Xbox 360 i Hongkong.
- 23 mars - Microsoft Corporation lanserar Xbox 360 i Australien.

### April
- April - På E3-mässan presenteras bland annat spelet Command & Conquer 3: Tiberium Wars.
- 7 april - Lara Croft skrivs in i Guinness Rekordbok som "Mest framgångsrika videospelshjältinna" då spelserien Tomb Raider sedan debuten 1996 sålt över 28 miljoner spel världen över.
- 19 april
  - Microsoft meddelar att man hoppas på att i slutet av 2006 producera och skicka ut 1 miljon exemplar av spelmaskinen Xbox 360 varje månad.
  - Från USA meddelas att i mars 2006 såldes spel i USA för 499 miljoner amerikanska dollar, vilket är 8 % mindre än samma månad 2005.
  - Det meddelas att 2007 års spelutvecklarmöte Game Developers Conference skall hållas i San Jose, Kalifornien 5-9 2007.
  - Konstutställningen "I Am 8-Bit", som startade 2005, öppnas för andra omgången.
- 27 april - Nintendo meddelar att deras nya spelmaskin som haft kondamnet "Nintendo Revolution" skall heta "Wii".

### Maj
- 9 maj - Microsoft och Nintendo håller presskonferenser.
- 10-12 maj - Den tolfte årliga E3-mässan hålls i Los Angeles i Kalifornien i USA.[2]
- 17 maj - I USA röstar underhuset i delstaten Louisianas lagstiftande delstatsförsamling med siffrorna 102-0 för Roy Burrells förslag "HB 1381" att domstolar skall besluta om vilka spel som skall anses olämpliga för minderåriga, och dessa spel skall bannlysas.

### Juni
- 1 juni - Nintendo lanserar Nintendo DS Lite i Australien.
- 9 juni - I Amsterdam i Nederländerna öppnas den första kliniken för videospelsberoende i Europa.
- 11 juni - Nintendo lanserar Nintendo DS Lite i Kanada och USA.
- 21 juni - The Angry Video Game Nerd recenserar Teenage Mutant Ninja Turtles till NES på Youtube.[3]
- 23 juni
  - Nintendo lanserar Nintendo DS Lite i Europa.
  - Sega firar 15-årskalas för sin maskot, spelfiguren "Sonic the Hedgehog".
  - Den australiensiska organisationen "Office of Film and Literature Classification" meddelar att man bannlyser spelet Reservoir Dogs, baserat på filmen De hänsynslösa från 1992.
- 29 juni - Nintendo lanserar Nintendo DS Lite i Folkepubliken Kina.

### Juli
- 7 juli - Nintendo startar en lokalavdelning för Sydkorea, "Nintendo Korea", i Seoul. Nintendo Korea övertar därmed distributionen av Nintendoprodukter i Sydkorea från Daiwon C&A Holdings.
- 11 juli - Efter anklagelser om rasism slutar Sony sälja en kontroversiell vitfärgad Playstation Portable i Nederländerna.
- 12 juli - Nintendo meddelar att man kommer att sälja den svarfärgade Nintendo DS Lite i Japan.
- 20 juli - Nintendo lanserar Nintendo DS Lite i Sydkorea.

### Augusti
- 23-27 augusti - 2006 års spelkonvention äger rum i Leipzig i delstaten Sachsen i Tyskland.
- 25 augusti - The Angry Video Game Nerd recenerar McKids till Nintendo Entertainment System på Youtube.

### September
- 25 september - Microsoft Corporation lanserar Xbox 360 i Indien.

### Oktober
- 31 oktober - PS2-spelet Final Fantasy XII släpps i USA.

### November
- 3 november - Microsoft Corporation lanserar Xbox 360 i Polen.

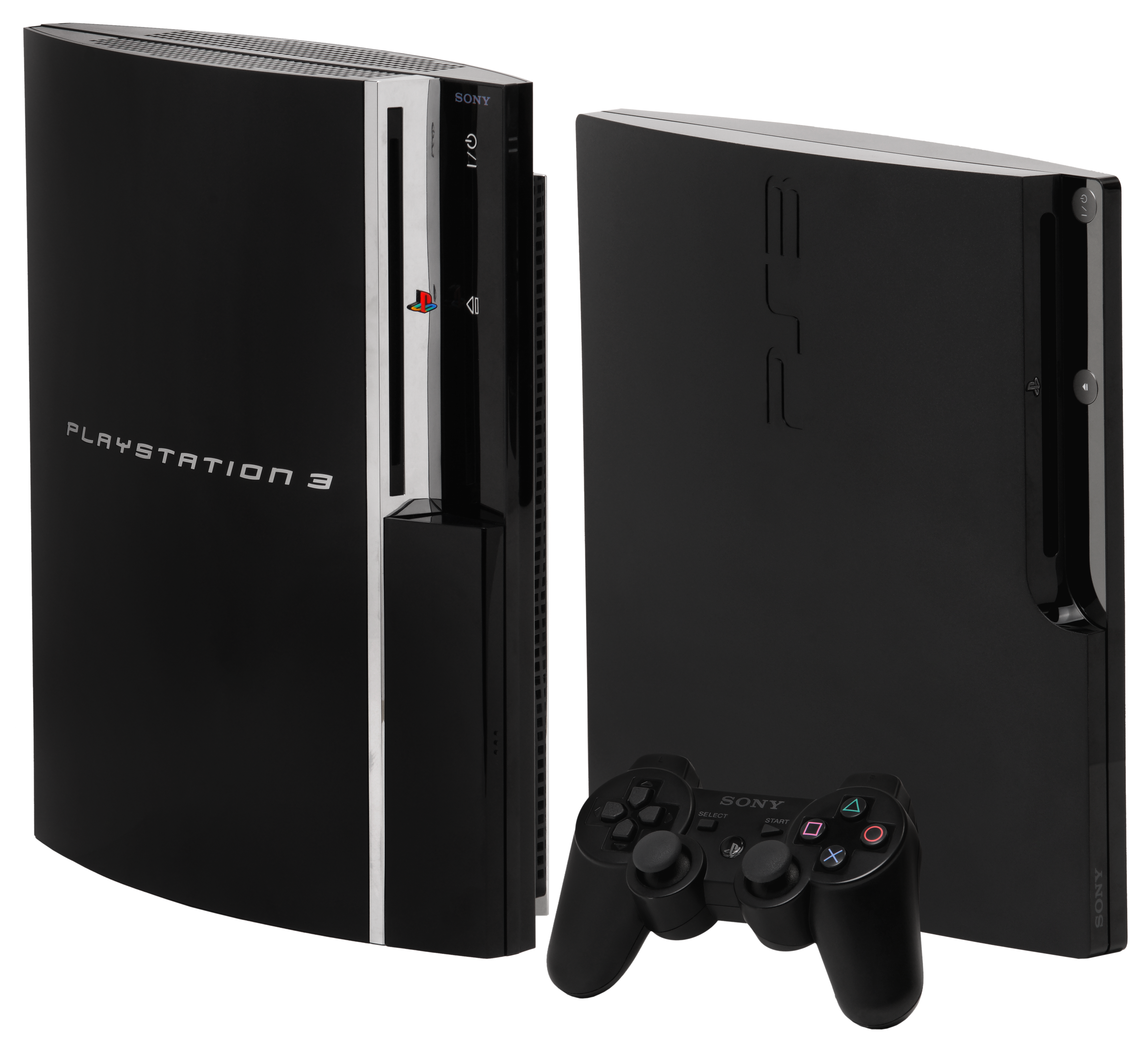
Playstation 3

- 11 november - Sony lanserar "Playstation 3" i Japan. 100 000 exemplar finns tillgängliga första dagen, och Sony planerar att skicka ut 100 000 exemplar per vecka i Japan.
- 15 november - The Angry Video Game Nerd recenserar tillbehöret Power Glove till Nintendo Entertainment System på Youtube.
- 16 november - Den italienske politikern Franco Frattini, medlem av EU-kommissionen med ansvar för rättsliga frågor, skriver ett brev till europeiska staters regeringar om sin oro över våldsamma videospel, och tar spelet "Rule of Rose" som ett exempel.
- 17 november
  - Sony lanserar Playstation 3 i USA, Kanada, Hongkong och Taiwan.
  - En studie genomförd av BrandIntel säger att Gears of War av Epic Games är det mest efterfrågade videospelet julen 2006.

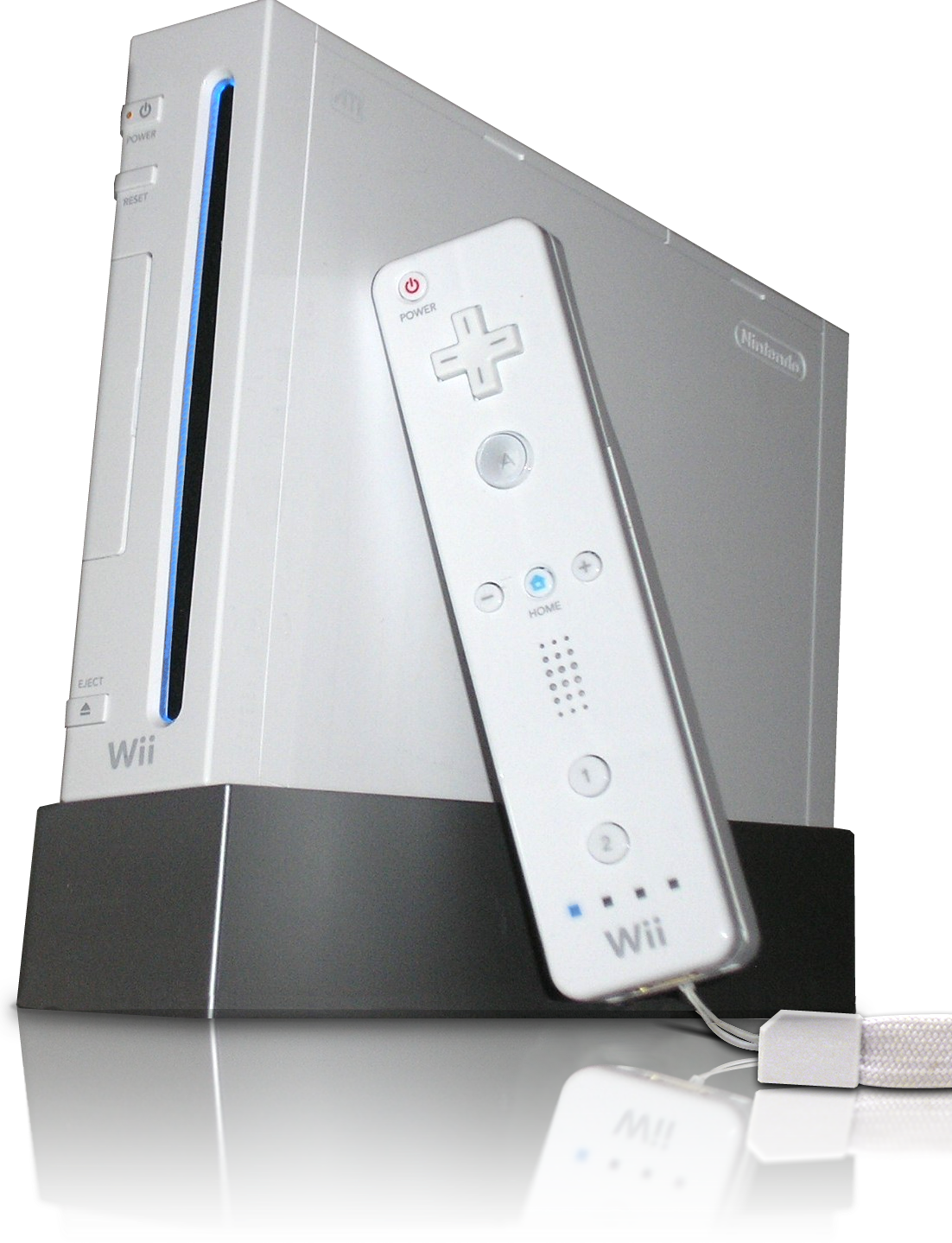
Wii

- 19 november - Nintendo lanserar "Wii" i Nordamerika och Sydamerika.[4]
- 20 november - Gears of War blir mest populära spel till Xbox Live, och övertar därmed denna position från Halo 2 som varit det sedan det kom 2004.
- 21 november
  - Nintendo of Europe meddelar att Nintendo DS sålts i totalt sju miljoner exemplar i Europa sedan den släpptes där i mars 2005. Över hela världen beräknas 27 miljoner exemplar ha sålts.
  - Gears of War blir det snabbast sålda spelet till Xbox 360 i Storbritannien någonsin, och passerar därmed tidigare rekordhållaren Pro Evolution Soccer 6.
- 23 november - Microsoft Corporation lanserar ett video on demand-system till Xbox Live.
- 24 november - Efter klagomål från den italienske politikern Franco Frattini, medlem av EU-kommissionen med ansvar för rättsliga frågor, avbryts försäljningen av Playstation 2-spelet "Rule of Rose" i Storbritannien.

### December
- 1 december - Microsoft Corporation lanserar Xbox 360 i Brasilien.
- 2 december - Nintendo lanserar Wii i Japan.[5]
- 7 december - Nintendo lanserar Wii i Australien[6] och Nya Zeeland.
- 8 december - Nintendo lanserar Wii i stora delar av Europa.[7]
- 9 december - Nintendo lanserar Wii i Spanien.

## Spel släppta år2006

### Microsoft Windows
- 1701 A.D.
- Ankh
- Battlefield 2142
- Caesar IV
- Civilization IV: Warlords
- Company of Heroes
- El Matador
- Eragon
- FlatOut 2
- Gothic 3
- Gudfadern
- Guild Wars: Factions
- Guild Wars: Nightfall
- Half-Life 2: Episode One
- Heroes of Annihilated Empires
- Heroes of Might and Magic V
- Hitman: Blood Money
- Just Cause
- Medieval II: Total War
- Microsoft Flight Simulator X
- NHL 07
- Neverwinter Nights 2
- Reservoir Dogs
- RoboBlitz
- Sam & Max Episode 1: Culture Shock
- Sid Meier's Railroads!
- Sonic Raiders
- Stronghold Legends
- The Elder Scrolls IV: Oblivion
- The Guild 2
- The Secret Files: Tunguska
- The sims 2: Pets
- Titan Quest
- Warhammer: Mark of Chaos

### Xbox 360
- Final Fantasy XI
- NHL 07

### Nintendo DS
- Animal Crossing: Wild World
- Kirby: Mouse Attack

### Fotnoter
1. ↑  Jan Järfalk (9 augusti 2006). ”Piratkopiering tar kål på PC-spelen”. PC för alla. http://pcforalla.idg.se/2.1054/1.66489. Läst 2 maj 2014.
2. ↑  ”Attendance and Stats” (på engelska). IGN. http://www.ign.com/wikis/e3/Attendance_and_Stats. Läst 21 maj 2015.
3. ↑  ”IMDB”. Arkiverad från originalet den 16 juni 2009. https://web.archive.org/web/20090616140813/http://www.imdb.com/character/ch0092968/filmoseries. Läst 27 juni 2011.
4. ↑  ”US Wii Price Launch Date Revealed” (på engelska). IGN. 13 september 2006. http://www.ign.com/articles/2006/09/14/us-wii-price-launch-date-revealed. Läst 19 maj 2015.
5. ↑  ”Japanese Wii Price Release Date Revealed” (på engelska). IGN. 13 september 2006. http://www.ign.com/articles/2006/09/14/japanese-wii-price-release-date-revealed. Läst 19 maj 2015.
6. ↑  ”Wii Australian Details” (på engelska). Nintendoworld. 15 september 2006. http://www.nintendoworldreport.com/pr/12068/wii-australian-details. Läst 19 maj 2015.
7. ↑  ”Europe Gets Wii Last” (på engelska). Nintendoworld. 15 september 2006. http://www.nintendoworldreport.com/pr/12069/europe-gets-wii-last. Läst 19 maj 2015.